# Тургай (река)
Тургай (каз. Торғай) — река в одноимённом регионе Тургае. Протекает в Костанайской и Актюбинской области Казахстана.

## Название
Гидроним выводят из общетюркского тор — «низина» и уменьшительного аффикса -гай. В честь реки названо древнее Тургайское море.

## Гидрография
Длина 825 км, площадь бассейна 157 тысяч км², расход воды в среднем течении около 9 м³/с. Высота устья — 54 м над уровнем моря. Высота истока — 132 м над уровнем моря.
Бассейн Тургая относится к области внутреннего стока. Притоки: Иргиз, Сарытургай, Кайынды. Река образуется при слиянии рек Жалдама и Кара-Тургай, берущих начало на западной окраине Казахского мелкосопочника, и течёт по Тургайской ложбине, разбиваясь в широкой пойме на рукава с образованием множества озёр. Теряется в бессточной впадине Шалкартениз.
Питание в основном снеговое: годовой сток формируется преимущественно в период весеннего половодья. Летом в низовьях вода осолоняется. Замерзает в первой половине ноября, вскрывается в первой половине апреля.
До конца XVI века река впадала в Аральское море.

## Хозяйственное использование
Деградация лесного покрова местности под влиянием человека, а также и активный забор воды на хозяйственные нужды привели к постепенному обмелению Тургая. Определённую роль в процессе потери связи Тургая с бассейном Аральского моря играли также и тектонические сдвиги Туранской платформы.

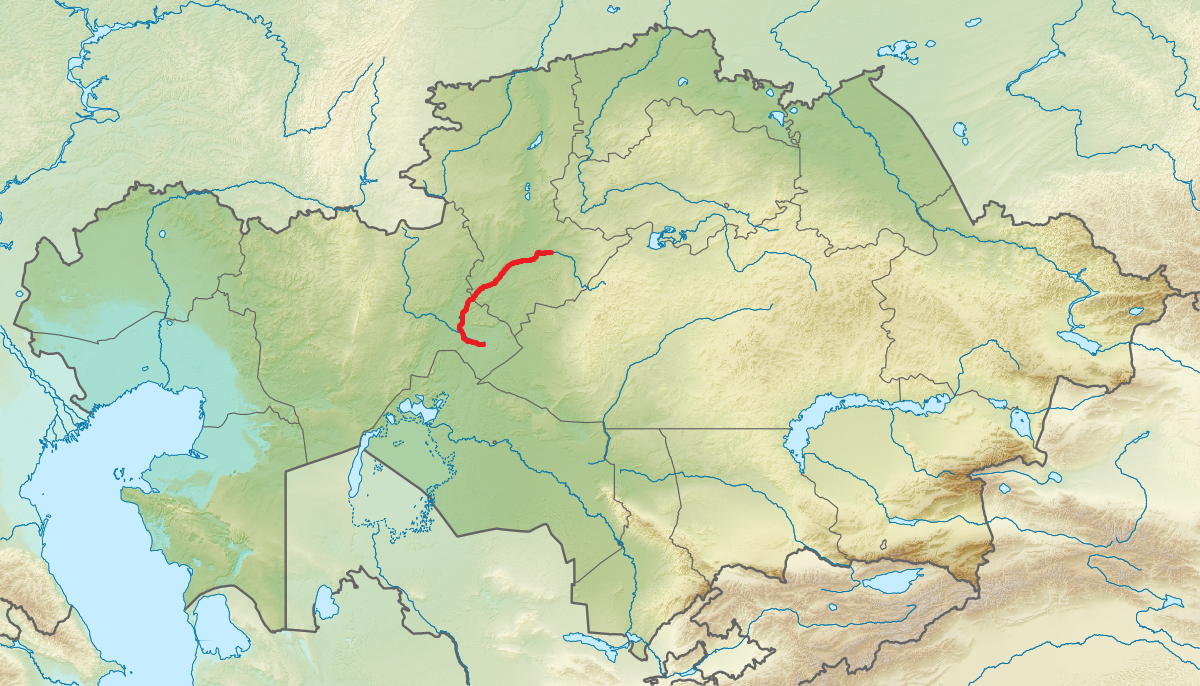
Русло выделено красным цветом
В ледниковый период Тургай соединял Западно-Сибирское море с Аральским и Каспийским морями